# Theodor Fontane Gesellschaft
Die Theodor Fontane Gesellschaft e.V.  ist eine literarische Vereinigung, die die Beschäftigung mit Leben und Werk Theodor Fontanes pflegen und fördern will. Sie hat ihren Sitz in Fontanes Geburtsstadt Neuruppin. Als gemeinsames Publikationsorgan der Theodor Fontane Gesellschaft und des Theodor-Fontane-Archivs erscheint halbjährlich die Zeitschrift Fontane Blätter.

## Geschichte
Die Gesellschaft wurde am 15. Dezember 1990 in Potsdam gegründet.
Die Theodor Fontane Gesellschaft besteht aus ca. 1100 Mitgliedern in 20 Ländern; 14 regionale Sektionen und Freundeskreise in Deutschland, ein Freundeskreis in Großbritannien und ein Freundeskreis in Polen. Die Gesellschaft ist Mitglied in der Arbeitsgemeinschaft Literarischer Gesellschaften und Gedenkstätten e. V.

## Organisation
Vorsitzender ist Iwan-Michelangelo D’Aprile, Stellvertretender Vorsitzender ist Peer Trilcke. Weitere Mitglieder des geschäftsführenden Vorstands sind Schatzmeisterin Karin Schopp und Schriftführerin Maria Döring.
Zu Ehrenpräsidenten wurden Charlotte Jolles, Helmuth Nürnberger und Hubertus Fischer ernannt. Weitere Ehrenmitglieder sind Ingeborg Fontane, Sigurd Hauff, Manfred Horlitz, Joachim Kleine und Eda Sagarra.